# Ted Levine
Ted Levine, född 29 maj 1957 i Belmont County, Ohio, är en amerikansk skådespelare. Han är mest känd för sin roll som Buffalo Bill i den oscar-belönade När lammen tystnar. Levine är också känd för sin roll som Captain Leland Stottlemeyer i TV-serien Monk.

## Filmografi (urval)
- 1991 – När lammen tystnar
- 1995 – Dödens tåg
- 1995 – Heat
- 1996 – Bullet
- 1997 – Flubber
- 1997 – Switchback
- 1999 – Wild Wild West
- 2001 – Evolution
- 2001 – The Fast and the Furious
- 2001 – Ali
- 2002–2009 – Monk (TV-serie)
- 2002–2006 – Justice League (TV-serie)
- 2003 – The Wonderland Murders
- 2004 – The Manchurian Candidate
- 2005 – En geishas memoarer
- 2006 – The Hills Have Eyes
- 2007 – American Gangster
- 2010 – Shutter Island
- 2013 – The Bridge (TV-serie)
- 2018 – Jurassic World: Fallen Kingdom